# Institut d'Estudis Fotogràfics de Catalunya
L'Institut d'Estudis Fotogràfics de Catalunya (IEFC) és una associació cultural sense ànim de lucre fundada l'any 1972 a Barcelona. Té com a missió fomentar, estimular i impulsar l'estudi, la investigació i la difusió de la Fotografia, tant presencialment com virtualment, emprant les xarxes socials per acostar el patrimoni fotogràfic a la ciutadania.

## Departaments
L'IEFC s'estructura a partir de tres departaments:
El Departament d'Escola imparteix ensenyaments en fotografia de caràcter professional o bé com a mitjà d'expressió artística. Per això, oferta els estudis de Graduat de Fotografia, amb un pla d'estudis de tres anys, així com tallers i cursos d'especialització professionals.
El Departament de Documentació i Investigació conserva, gestiona i difon la documentació sobre fotografia, així com el patrimoni fotogràfic dipositat en les seves instal·lacions. També ofereix assessorament i formació per a professionals, i per a la ciutadania en general.
Compta amb una biblioteca i hemeroteca especialitzades en fotografia, un arxiu tècnic, a més d'una fototeca i l'Arxiu Històric Fotogràfic de l'IEFC. El fons històric està format per més de 800.000 imatges en positius i negatius originals d'autors tant professionals com aficionats, que abasten principalment el primer terç del segle xx. Dins d'aquest fons destaquen les col·leccions del fotoperiodista Alexandre Merletti, l'editor Lucien Roisin, el fons de la Fototípia Thomas o les dels amateurs Antoni Arissa i Emili Godes.
Organitza i participa en diversos cursos sobre conservació i gestió de col·leccions fotogràfiques, en col·laboració amb el Departament d'Escola o amb l'Escola Superior d'Arxivística i Gestió de Documents, el Centre de Recerca i Difusió de la Imatge, l'Associació d'Arxivers de Catalunya.
El Departament d'Afers Culturals té per objectiu la difusió i promoció de la Fotografia com a fet cultural, mitjançant l'organització i participació en exposicions, conferències i altres activitats formatives no acadèmiques (tallers, cursos d'inciació a la Fotografia, etc.), juntament amb altres entitats com l'Agrupació Fotogràfica de Catalunya i la Asociación de Fotógrafos Profesionales de España, per mostrar l'obra d'autors reconeguts, divulgar els fons patrimonials conservats a l'Arxiu Històric Fotogràfic de l'IEFC i promocionar les noves generacions d'autors.
Paral·lelament, promou la participació dels alumnes en festivals internacionals i nacionals, com ara la Mostra de Joves Creadors de Catalunya, Mostra d'art jove Stripart, Festimatge de Calella, Festival de cultura contemporània Europes, cicle El Projector de la Fundació Foto Colectania, Punt Multimèdia de Sants, Fòrum de Fotografia documental Can Basté, Primera setmana fotogràfica per la Pau al Castell de Montjuïc, etc.

## Presència internacional
Des del 2008 ha participat en els Sony World Photography Awards(Canes i Londres) com a escola representant d'Espanya, al Lumix Festival for Young Photojournalism de Hannover (Alemanya), Promenades Photographiques de Vendôme (França), Month of Photography de Bratislava (Eslovàquia), Circulations de París (França), Visa Off de Perpinyà (Catalunya Nord), etc.

## Premis
L'any 2010, l'IEFC va ser guardonat amb la distinció d'Entitat d'honor per la Federació Catalana de Fotografia.